# 숫자/연산 점자
숫자 점자와 연산 점자는 숫자와 연산 기호들을 점자로 나타낸 것이다. 

## 숫자 점자의 기호
모든 숫자 점자에는 수표를 넣어야 한다. 

### 0~9까지의 점자 기호
| 숫자 | 수표 | 1 | 2 | 3 | 4 | 5 |
| 점자 | ⠼    | ⠁ | ⠃ | ⠉ | ⠙ | ⠑ |
| 숫자 | 6    | 7 | 8 | 9 | 0 | - |
| 점자 | ⠋    | ⠛ | ⠓ | ⠊ | ⠚ | - |

## 숫자 표기법

### 한 자리 수 숫자 점자 표기하기
한 자리 수 숫자를 표기할 때는 다른 점자와 구분하기 위해 앞에 반드시 수표 점자를 넣어야 한다. 
예: 6을 점자로 표기할 시
수표 점자 + 6 숫자 점자
와 같이 숫자 점자 앞에다 수표 점자를 꼭 넣어야 한다.

### 두 자리 수 이상의 숫자 점자 표기하기
두 자리 수 이상의 숫자를 표기할 때는 맨 앞의 숫자 점자에만 수표를 넣고, 나머지는 그대로 쓰면 된다.
예: 132를 점자로 표기할 시
수표 점자 + 1 숫자 점자 + 3 숫자 점자 + 2 숫자 점자

### 한글과 같이 쓰는 경우
보통 숫자 다음에 한글이 나오면, 한글을 붙여 쓴다. 
예: 3부를 점자로 표기할 시
수표 점자 + 3 숫자 점자 + ㅂ 초성 점자 + ㅜ 모음(중성) 점자
단, 한글 점자 기호가 다른 숫자 기호랑 동일한 ㄴ, ㄷ, ㅁ, ㅋ, ㅌ, ㅍ, ㅎ로 시작하는 글자나 약자의 경우, 숫자로 읽혀질 수 있으므로 숫자와 글자를 띄어야 한다. 
예: 1호를 점자로 표기할 시
수표 점자 + 1 숫자 점자 + (띄어쓰기) + ㅎ 초성 점자 + ㅗ 모음(중성) 점자

## 연산 점자의 기호
| 연산 | + | -     |       |
| 점자 | ⠢ | ⠔     |       |
| 연산 | × | ÷     | =     |
| 점자 | ⠡ | ⠌ · ⠌ | ⠒ · ⠒ |

## 같이 보기
- 점자